# Heiligenkreuzi apátság

A heiligenkreuzi apátság ciszterci kolostor Alsó-Ausztriában, amely 1133-as alapítása óta megszakítás nélkül működik. Ezzel a második legrégebbi folyamatosan működő ciszterci kolostor a világon a szintén ausztriai reini apátság után. Heilingenkreuz Allandtól néhány kilomérterre keletre fekszik.

## Története
A kolostort a Babenberg-házból származó III. Lipót osztrák herceg alapította 1133-ban. Az első apát Gottschalk, a kolostor első lakói a burgundiai Morimond kolostorának szerzetesei voltak. A rendes kolostori élet 1133. szeptember 11-én kezdődött el. Az apátság templomában, egy értékes szekrényben őrzik III. Lipót fiának, a boldoggá avatott Freisingi Ottónak az ereklyéit. 1188. május 31-én V. Lipót osztrák herceg Krisztus keresztjének egy 24 centiméteres darabját ajándékozta az apátságnak; ez az ereklye az 1983-ban újjáépített keresztkápolnában látható. Az ereklyét V. Lipót 1182-ben kapta ajándékba IV. Balduin jeruzsálemi királytól.

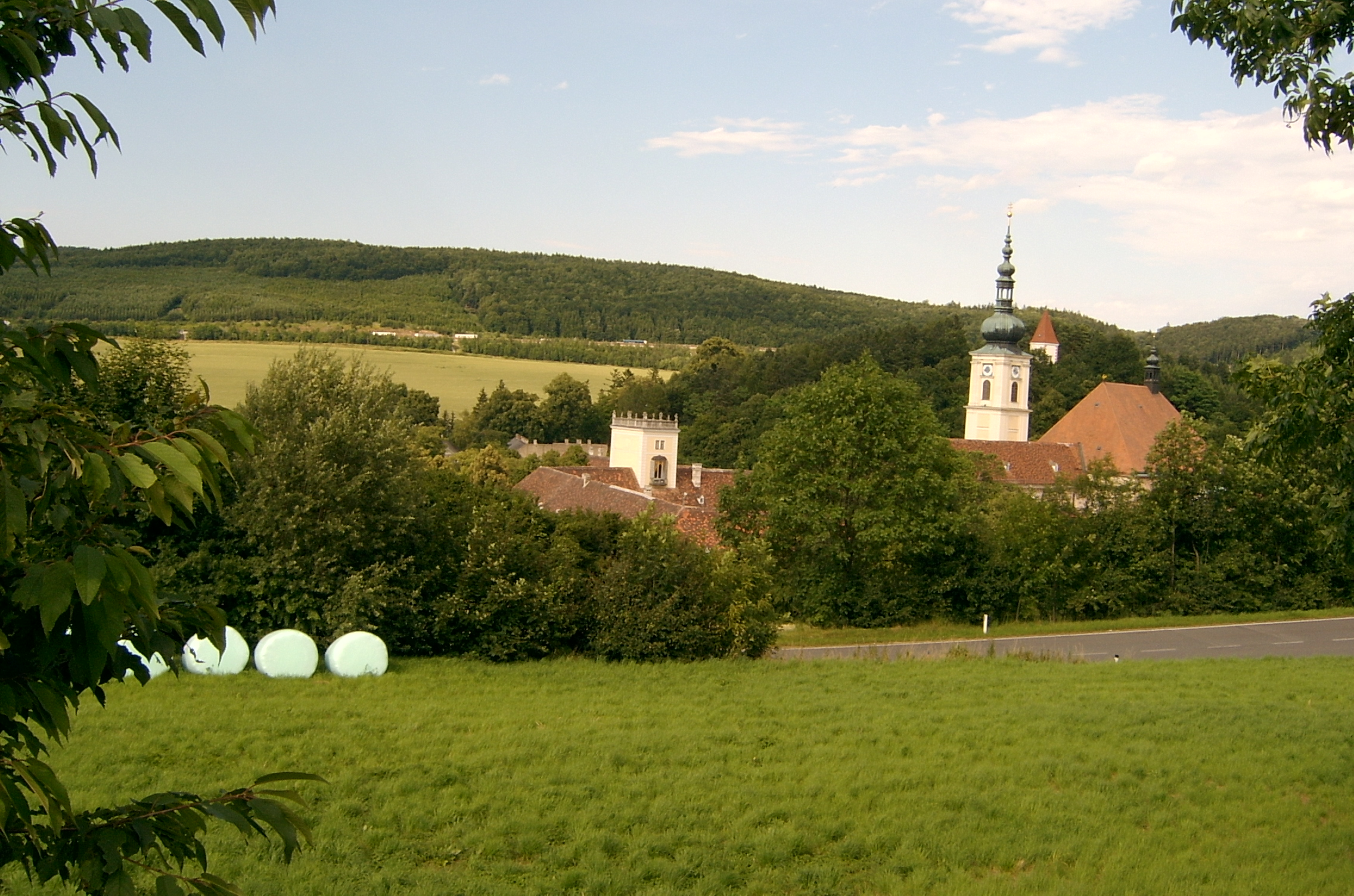
Az apátság látképe

1683-ban Bécs ostromakor a törökök megtámadták és felgyújtották az apátságot. A Clemens Scheffer apát idejében történt újjáépítés során az apátságot kibővítették és barokk stílusban építették át. 1734-ben VI. Károly az apátságnak adta a Szentgotthárdi apátságot, ez az állapot 1877-ig tartott. II. József szekularizációs rendelete (1782) az apátságot nem érintette, mivel a szerzetesek az ellenreformáció óta foglalkoztak oktatással, és ezt a tevékenységet a felvilágosodás is elismerte. 1802-ben egy filozófiai-teológiai oktatóközpontot létesítettek, amely Zwettl, Lilienfeld, Heiligenkreuz és Neukloster kolostorainak a lelkészképzésére szolgált. 1976-ban az Institutum Theologicum elnyerte a főiskolai rangot; ma a német nyelvterület egyik legnagyobb lelkészképző helye. 2007. január 28-án, Aquinói Szent Tamás ünnepén XVI. Benedek pápa pápai filozófiai-teológiai főiskola rangjára emelte. 2007. szeptember 9-én XVI. Benedek meglátogatta az apátságot és a főiskolát.
Heiligenkreuz az alapítása óta megszakítás nélkül működik. Jelenleg körülbelül 75 szerzetes tartozik az apátsághoz. A szerzetesi élet súlypontja a liturgia és a latin nyelvű gregorián kórus gondozása. A szerzetesek egy része a 17 idetartozó plébániában végez lelkigondozói munkát, mások tudósként és tanárként a főiskolán tevékenykednek.
Heiligenkreuzot Ausztria egyik legkonzervatívabb és legpápahűbb kolostorának tartják, ami a szerzetesi hagyományok ápolásában (például gregorián kórus, latin nyelvű mise) és a katolikus egyház liberális áramlatainak éles kritikájában nyilvánul meg. A Merian magazin szerint a főiskola a német nyelvterület konzervatív teológiájának része.

## Épületek

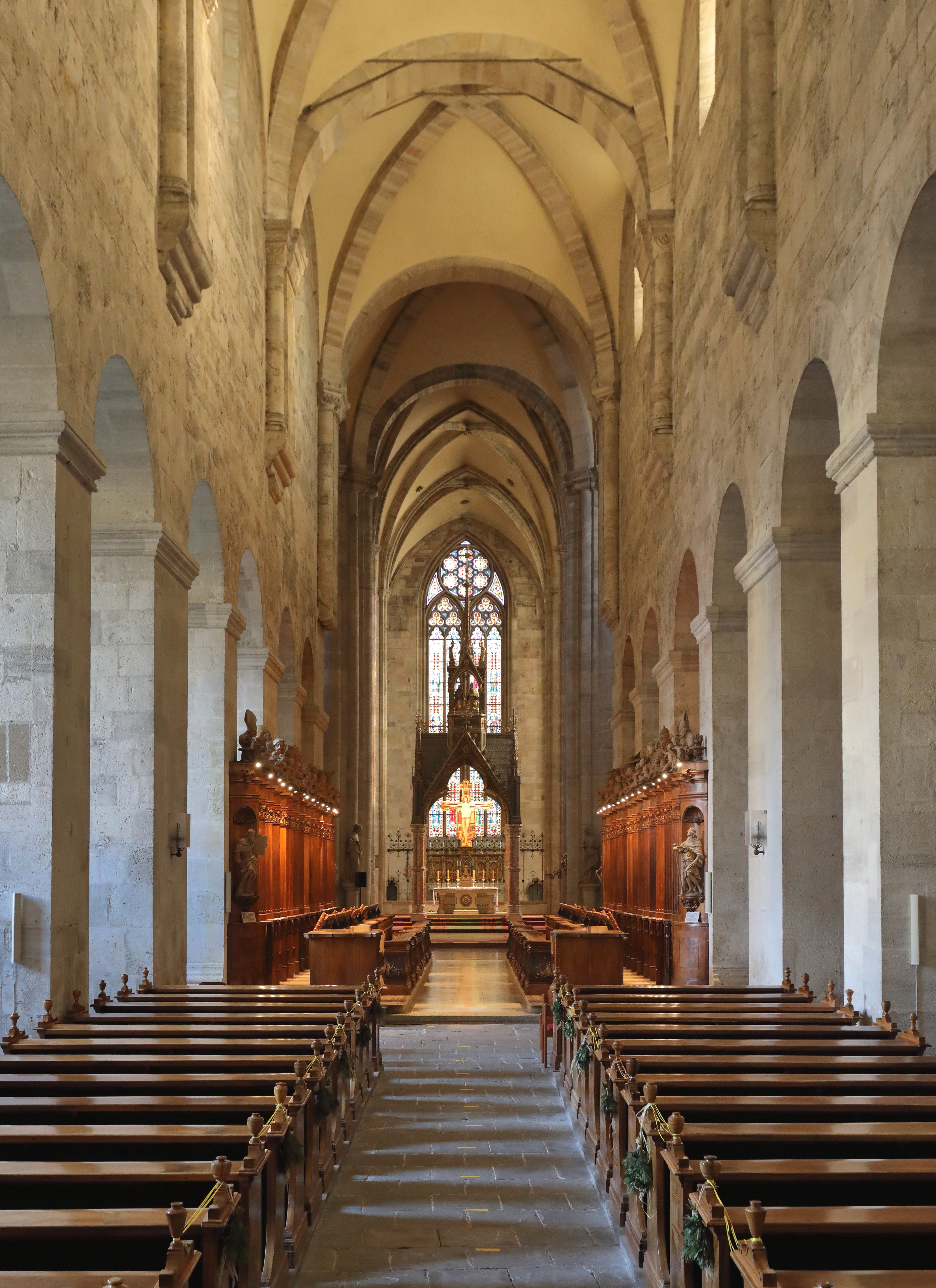
Az apátsági templom főhajója

A háromhajós román stílusú bazilikát a 12. században fejezték be. A főhajó árkádos részét masszív oszlopokon álló boltívsor képezi, az oszlopok felső részét pillérfedőkő díszíti. A főhajót négyrészes bordás keresztboltozat fedi. A főhajó minden boltszakasza egy viszonylag kis karzati ablakon át kapja a fényt. Az oldalhajókat egy-egy dongaboltozat fedi, amelyeket boltövek tagolnak. A 13. században a román kórust nagyméretű gótikus csarnokkal helyettesítették, amelyet 1295-ben szenteltek fel. A négyzetes alaprajzú kórus közvetlenül a kereszthajóhoz csatlakozik. 1674-ben a templomhoz a főhajó és a bal oldali kereszthajó szögletében egy barokk tornyot toldottak. A kórus barokk bútorzatát Giovanni Giuliani faragta 1707-ben. Az orgonát 1804-ben Ignaz Kolber császári és királyi udvari orgonaépítő mester építette.
A szokásos harangokon kívül Heiligenkreuzban található Ausztria egyedüli olyan harangjátéka, amelynek 43 harangját billentyűzet segítségével lehet megszólaltatni. A harangjátékot minden év augusztusának első hétvégéjén koncertszerűen megszólaltatják; év közben minden egész óra előtt tíz perccel megszólal egy egyházi dallam, amely a liturgikus időszaknak felel meg.
A kolostor udvarán található fogadalmi oszlopot Giovanni Giuliani szobrász és Elias Hügel kőfaragómester készítették. Itt látható az 1739-ben készült József-kút is.
A templomtól délre áll az 1240-ben elkészült kerengő.
A kolostorban található a Babenberg-házbeli IV. Lipót, V. Lipót, I. Frigyes és  II. Frigyes sírja, valamint Freisingi Ottó ereklyéi.

## Gazdasági tevékenység
A kolostorhoz tartozik egy fűrészüzem, amely a környékbeli erdők fáját dolgozza fel. A fűrészüzemhez csatlakozó távhőszolgáltató fűti az apátság egyes részeit. Szintén az apátsághoz tartozik a gumpoldskircheni Klosterweingut Thallern szőlészet.

## Híres személyiségek

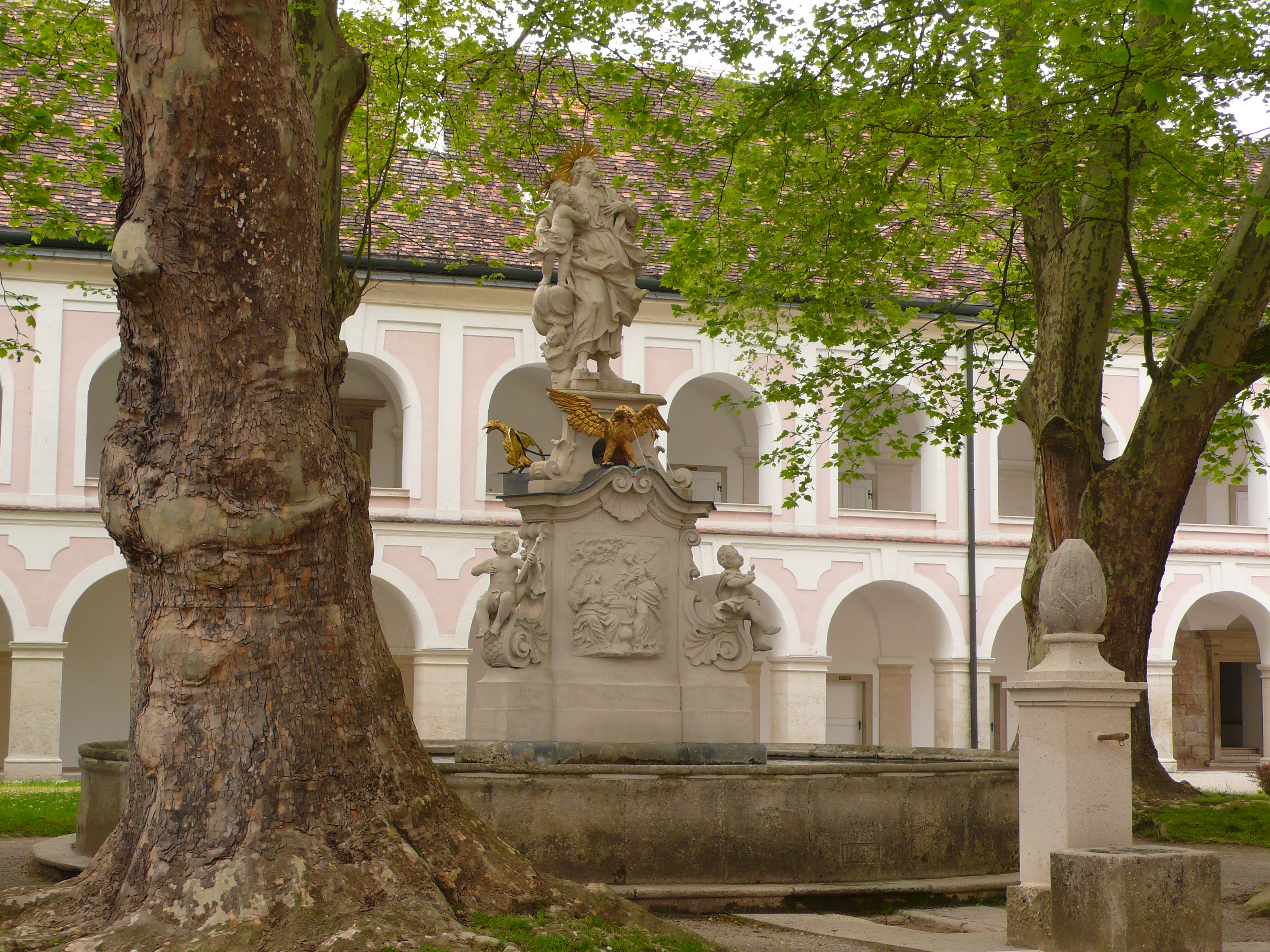
Az udvar a József-kúttal

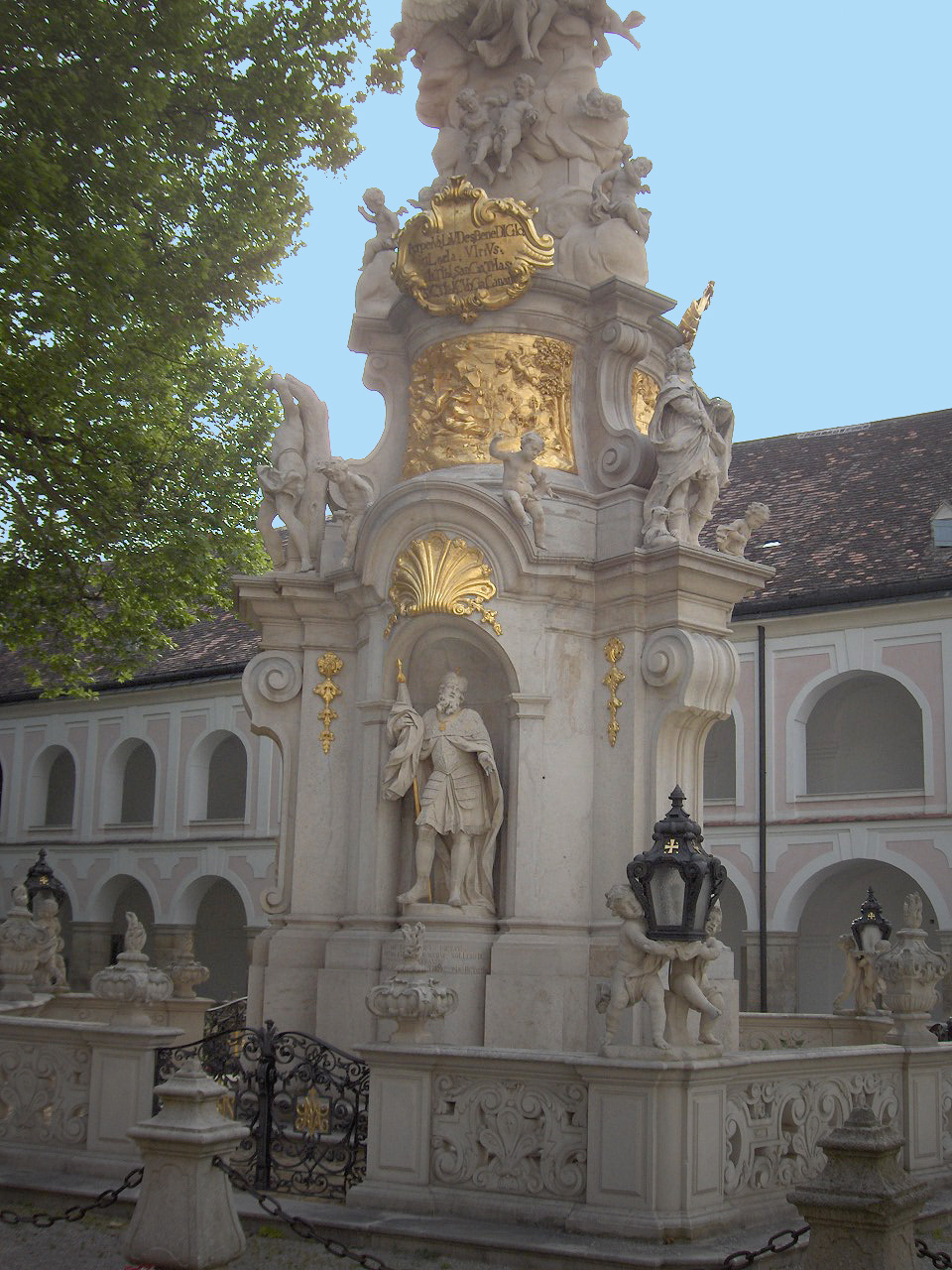
Közelkép a fogadalmi oszlopról

- Heinrich von Schüttenhofen író (13. század)
- Anton Wolfradt, Bécs püspöke, († 1639)
- Alberich Mazak, barokk zeneszerző (1609-1661)
- Martino Altomonte, festő (1657-1745)
- Giovanni Giuliani, festő és szobrász (1663-1744)
- Wilhelm Anton Neumann, Bibliakutató, a bécsi egyetem rektora (1837-1919)
- Nivard Schlögl, az ótestamentumi exegézis tanára a bécsi egyetemen (1864-1939)
- Jörg Lanz von Liebenfels, a fajelmélet befolyásos híve (1874-1954). 1899-ben, kevesebb mint egy évvel felszentelése után elhagyta az apátságot.

### Heiligenkreuzi apátok
- Marquard (1186-1203)
- Egilolf (1228-1242)
- Gutolf krónikás, filozófus († 1300 körül)
- Konrad Schmids (1547-1558)
- Ulrich Müller (1558-1584)
- Johann Rueff (1585-1599)
- Michael Schnabel (1637-1658)
- Klemens Schaeffer építész (1658-1693)
- Marian Schirmer (1693-1705)
- Gerhard Weichselberger (1705-1728)
- Robert Leeb építész (1728-1755)
- Alberich Fritz (1756-1787)
- Gregor Pöck (1862-1945)
- Karl Braunstorfer (1945-1969)
- Franz Gaumannmüller (1969-1983)
- Gerhard Hradil (1983-1999)
- Gregor Henckel-Donnersmarck (1999 óta)

## Fordítás
- Ez a szócikk részben vagy egészben  a   Stift Heiligenkreuz című német Wikipédia-szócikk ezen változatának fordításán alapul.  Az eredeti cikk szerkesztőit annak laptörténete sorolja fel. Ez a jelzés csupán a megfogalmazás eredetét és a szerzői jogokat jelzi, nem szolgál a cikkben szereplő információk forrásmegjelöléseként.
- Ez a szócikk részben vagy egészben  a   Heiligenkreuz Abbey című angol Wikipédia-szócikk ezen változatának fordításán alapul.  Az eredeti cikk szerkesztőit annak laptörténete sorolja fel. Ez a jelzés csupán a megfogalmazás eredetét és a szerzői jogokat jelzi, nem szolgál a cikkben szereplő információk forrásmegjelöléseként.